# ゲートコントロールセオリー
ゲートコントロールセオリー（英: Gate control theory）は、ロナルド・メルザックとパトリック・D・ウォールが1965年に提唱した疼痛抑制に関する理論である。経皮的末梢神経電気刺激（Transcutaneous Electrical Nerve Stimulation、TENS）の機器開発は、この理論に基づくものであった。

## 理論
痛覚の強度は、侵害情報を中枢へ伝達する細胞（T細胞）への興奮性入力と抑制性入力のバランスによって決定する。T細胞は脊髄後角の膠様質（SG）を介し、小径のC線維とAδ侵害受容求心性線維から興奮性入力を受け取り、大径のAβ非侵害受容知覚求心性線維から抑制性入力を受け取る。
閾値の低い非侵害受容知覚求心性線維の活動亢進はT細胞のシナプス前抑制を起こし、それにより大脳皮質へのゲートを効果的に閉鎖し、痛覚を軽減する。

## 修正モデル
高次脳中枢からの下行コントロールや情動の影響、TENSによる徐痛維持等は、1965年当時のゲートコントロールセオリーでは説明が困難であった為、新たな修正モデルが提唱された。その後の実験により、侵害刺激に対する反応が脳の特定部位への電気刺激により極めて特異的に抑制され、慢性痛に有効であること、後角の侵害受容ニューロンが脳幹の鎮静作用部位の刺激により選択的に抑制されたこと、脊髄背側策の切断は脳幹ニューロンによる侵害刺激抑制作用が消失したことが判明し、痛覚伝達の調節システムに下行脚が存在するとされた。現在では辺縁系、縫線核、網様体系等の下行性抑制制御・認識性制御が追加されている。

## 下行性制御
前頭葉や視床下部から、中脳中心灰白質を介し吻側延髄腹側部、橋中脳背外側被蓋部を通り、脊髄後角へと至る。橋中脳背外側被蓋部のニューロンは吻側延髄腹側部と双方向性に連絡しており、また後角への直接投射経路も有する。これらをオピオイドや電気刺激により活性化すると、後角の侵害受容ニューロンの活動は抑制される。この事より、中脳中心灰白質、吻側延髄腹側部、橋中脳背外側被蓋部が下行性制御の中枢だとされる。
中脳中心灰白質（PAG：periaqueductal grey）
中脳中心灰白質は、エンケファリン（Enk）、サブスタンスP（SP）、GABA作動性ニューロンが多数存在する。中脳中心灰白質への求心性線維は、視床下部、扁桃体、脳幹より入力され、視床下部、扁桃体の特定部位を刺激すると抗侵害作用が得られる。脳幹からの入力は、楔形核（nucleus cuneiformis）、橋延髄網様体、青斑核、その他脳幹に存在するカテコラミン作動性の諸核に由来する。また、中脳中心灰白質は、脊髄後角に直接投射する痛覚調節線維が起始する延髄吻側のニューロンと双方向性に連絡している。中脳中心灰白質自体から脊髄への直接投射は少ない為、吻側延髄腹側部がリレーしていると考えられている。
吻側延髄腹側部（RVM：rostral ventromedial medulla）
吻側延髄腹側部を電気で刺激すると、後角の侵害受容ニューロンが選択的に抑制される。その際、脳脊髄液中にセロトニン（5-HT）とノルアドレナリン（NA）が放出される。これは脊髄背側策下行路が関与するとされる。吻側延髄腹側部への主な入力は楔形核である。侵害受容性脊髄網様体ニューロンは延髄の網様体巨大細胞群に密な投射を送り、そこからも入力を受ける。また、尾側縫線核群のセロトニン含有ニューロン、延髄吻側のA5や橋のA7に由来するノルアドレナリン作動性入力が接続しており、上記の放出に関与するとされる。
橋中脳背外側被蓋部（DLPT：dorsolateral pontomesencephalic tegmentum）
橋中脳背外側被蓋部を全体的に電気で刺激すると、後角の障害受容ニューロンが抑制される。これにより臨床的慢性痛が解除されるという報告もある。橋中脳背外側被蓋部には楔状核、A7領域が含まれ、A7領域は吻側延髄腹側部と双方向性に連絡している。

## 疼痛調節伝達物質
セロトニン（5-HT）
脊髄に投与すると、侵害受容ニューロンの発火を抑制する。
ノルアドレナリン（NA）
脊髄に投与すると、侵害受容ニューロンの発火を抑制する。また、吻側延髄腹側部から脊髄に投射するノルアドレナリン作動性細胞群の直接投射が存在し、吻側延髄腹側部ニューロンは下行性ノルアドレナリン作動性ニューロンの活動に関与するとされる。
※セロトニンやノルアドレナリンを含む下行性線維からは、同時にエンケファリン、サブスタンスPなどのペプチドも放出されることから、抗侵害作用に対してどのように影響しているか、詳細は不明である。